# Воскресенский уезд (Московская губерния)
Воскресе́нский уе́зд — административно-территориальная единица Московской губернии, существовавшая в 1781—1796 и 1921—1929 годах. Уездный город — Воскресенск.

## История
Впервые уезд был образован в 1781 году, но в 1796 году упразднён.
Вновь уезд образован в 1921 году из части территории Звенигородского и упразднённого Рузского уездов.
В состав Воскресенского уезда вошли: Еремеевская, Лучинская, Мамошинская, Никольская, Ново-Петровская, Павловская и Пятницкая волости.
Постановлением президиума ВЦИК от 14 января 1929 года Московская губерния и все её уезды были упразднены. Большая часть территории Воскресенского уезда вошла в состав Воскресенского района Московского округа Центрально-Промышленной области (с 3 июня 1929 года — Московская область).

## Население
По итогам всесоюзной переписи населения 1926 года население уезда составило 88 591 человек, из них городское — 11 353 человек.

## Уездные предводители дворянства
| Время службы | Имя                        | Титул, чин, звание |
| ------------ | -------------------------- | ------------------ |
| 1782—1785    | Воронцов Иван Ларионович   | граф               |
| 1785—1788    | Голицын Яков Александрович | князь, бригадир    |
| 1788—1794    | Голохвастов Павел Иванович | бригадир           |
| 1794—1797    | Волков Даниил Григорьевич  | бригадир           |